# جمعیت‌شناسی استان چهارمحال و بختیاری
جمعیت‌شناسی استان چهارمحال و بختیاری جمعیت استان چهارمحال و بختیاری در سرشماری سال ۱۳۹۵ برابر ۹۴۷،۷۶۳ نفر در ۲۳۴٬۶۱۲ خانوار و بُعد خانواری ۳٫۸۱ نفر بوده‌است؛ و از این جهت ۱٫۱۹ درصد جمعیت کل کشور را شامل می‌شود. شهرهای شهرکرد، بروجن، لردگان، فرخ‌شهر، فارسان و هفشجان به ترتیب بزرگ‌ترین شهرهای بالای بیست هزار نفر این استان می‌باشند.

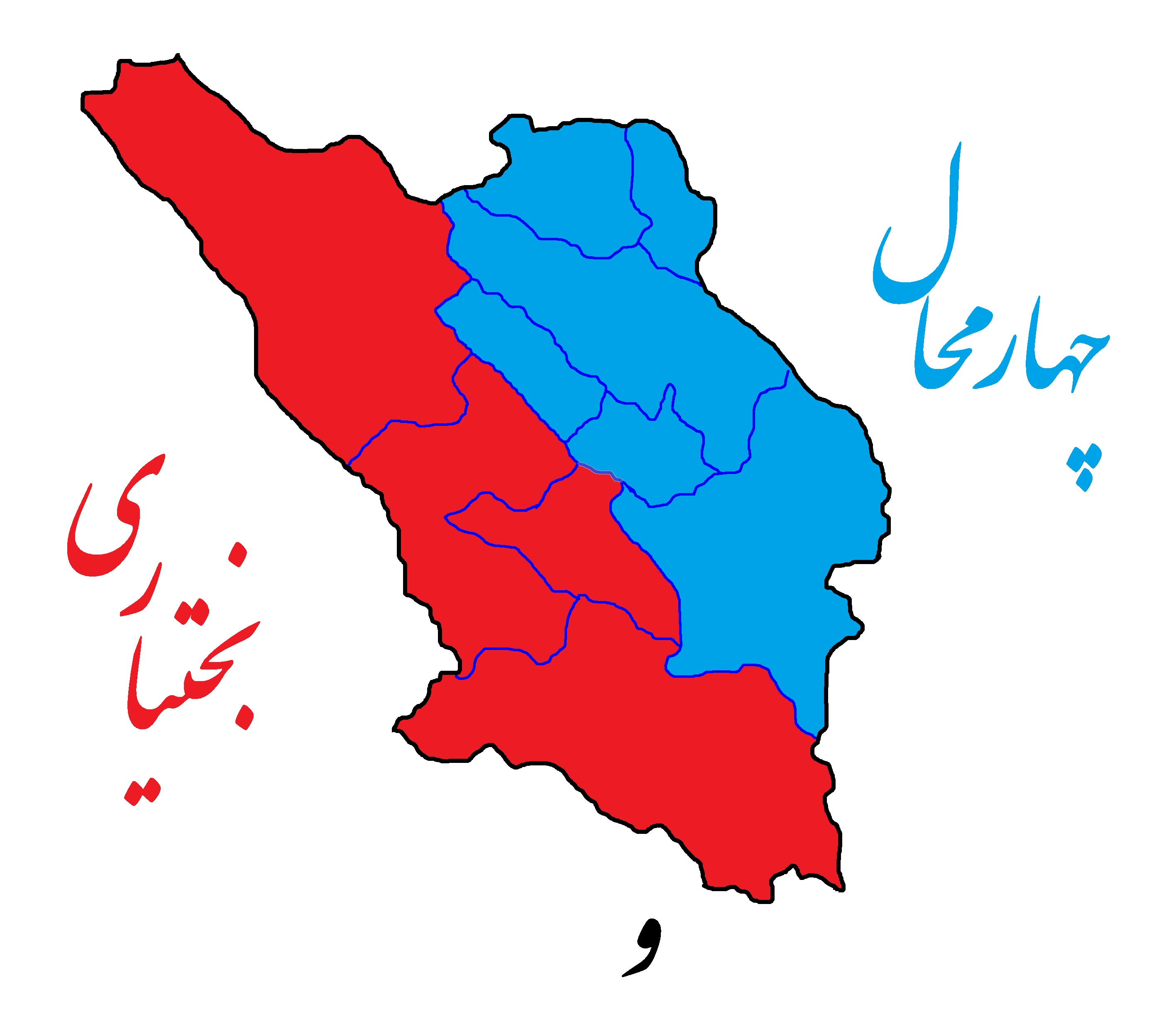
تقسیم‌بندی استان چهارمحال و بختیاری به دو منطقه چهارمحال و منطقه بختیاری

## جمعیت
نرخ رشد جمعیت در چهارمحال و بختیاری در حال حاضر کمتر از رشد کل کشور مانده‌است، میانگین رشد جمعیت استان چهارمحال و بختیاری در دورهٔ پنج سالهٔ ۱۳۸۵ تا ۱۳۹۰ با اختلاف ۰٫۴۲ درصدی نسبت به کل کشور، ۰٫۸۷ درصد بود. میانگین کل ایران، ۱٫۲۹ درصد می‌باشد. متوسط رشد سالانه شهری ۳/۳۳ درصد ولی متوسط رشد سالانه روستایی ۲/۱۱- درصد شده‌است که بیانگر کاهش جمعیت روستاها در طی سالیان اخیر می‌باشد.
در حدود ۶۰ درصد مردم در شهرها زندگی می‌کنند. ۵۲۱٬۰۷۱ نفر در شهرها، ۳۷۲٬۷۴۶ در روستاها و ۱٬۴۴۶ نفر عشایر می‌باشند که این خود بیانگر افزایش شهرنشینی می‌باشد. تراکم نسبی جمعیت در این استان با ۱۶۴۲۱ کیلومتر مربع مساحت، در حدود ۵۵ نفر در هر کیلومتر مربع می‌باشد. در سرشماری ۱۳۹۰، درصد باسوادی مردمان چهارمحال و بختیاری به ۸۲٫۵ درصد رسید.

### تاریخچه سرشماری
| سال       | جمعیت   | رشد سالانه (درصد) |
| --------- | ------- | ----------------- |
| آبان ۱۳۳۵ | ۲۷۳٬۰۳۲ | -                 |
| آبان ۱۳۴۵ | ۲۹۸٬۴۴۸ | ۲/۵۱              |
| آبان ۱۳۵۵ | ۳۹۴٬۳۵۷ | ۲/۸۳              |
| مهر ۱۳۶۵  | ۶۳۱٬۱۷۹ | ۴/۸۲              |
| آبان ۱۳۷۵ | ۷۶۱٬۱۶۸ | ۳/۸۱              |
| آبان ۱۳۸۵ | ۸۵۷٬۹۱۰ | ۱/۲               |
| آبان ۱۳۹۰ | ۸۹۵٬۲۶۳ | ۰/۸۶              |
| آبان ۱۳۹۵ | ۹۴۷٬۷۶۳ | ۰/۶               |

اولین سرشماری رسمی کشور در سال ۱۳۳۵ صورت گرفته‌است و از آن زمان تا آخرین سرشماری در سال ۱۳۹۵، جمعیت استان چهارمحال و بختیاری از ۲۷۳٬۰۳۲ نفر به ۹۴۷٬۷۶۳ نفر رسیده‌است.

## گروه‌های قومی
این استان دارای هویت قومی شامل غالب  بختیاری، چهارمحالی و اقلیت ترک هستند.
طی پژوهشی که شرکت پژوهشگران خبره پارس به سفارش شورای فرهنگ عمومی در سال ۸۹ انجام داد و براساس یک بررسی میدانی و یک جامعه آماری از میان ساکنان ۲۸۸ شهر و حدود ۱۴۰۰ روستای سراسر کشور، درصد اقوامی که در این نظر سنجی نمونه گیری شد در استان چهارمحال و بختیاری به قرار زیر بود:
| ردیف | اقوام (به ترتیب الفبایی) | شهر(%) | روستا(%) | مرد(%) | زن(%) | کل استان(%) |
| ۱    | بلوچ                     | -      | -        | -      | -     | -           |
| ۲    | ترک قشقایی               | ۱۵٫۳   | ۸٫۷      | ۱۰     | ۹٫۶   | ۱۰٫۱        |
| ۳    | شمالی                    | -      | -        | -      | -     | ۰٫۱         |
| ۴    | عرب                      | -      | -        | -      | -     | -           |
| ۵    | چهارمحالی                | ۴۴٫۹   | ۱۵٫۲     | ۱۵     | ۳۰٫۹  | ۱۵٫۵        |
| ۶    | کرد                      | -      | -        | -      | -     | -           |
| ۷    | بختیاری                  | ۳۸٫۸   | ۷۵       | ۷۵     | ۵۸٫۵  | ۷۳٫۳        |
| ۸    | سایر                     | -      | ۱٫۱      | -      | ۱٫۱   | -           |
| ۹    | بدون جواب یا نمی‌دانم     | ۱      | -        | ۱      | -     | -           |

## زبان
اکثریت(بیش از ۷۳ درصد) جمعیت استان را بختیاری ها تشکیل می‌دهد. در ۷ شهرستان از ۱۲ شهرستان این استان شامل شهرستان‌های اردل، کوهرنگ، فارسان، کیار، لردگان، خانمیرزا و فلارد،بروجن،شهرکرد گویش بختیاری رایج است.
در شهرستان‌های شهرکرد و بروجن، چهارمحالی ها و بختیاری ترک‌های قشقایی و آذربایجانی در کنار هم ساکن هستند و در شهرستان‌های سامان ،زبان ترکی قشقایی در شهرستان بن ترکی چهارمحالی رایج است. لازم بذکر است در  فرخشهر، مردم تنها به گویش چهارمحالی سخن می‌کنند.
ترکی چهارمحالی نیز حدود ۱۰ درصد جمعیت ساکنین استان را شامل می‌شود. به‌طور خاص مردم شهرهای شهرکیان، بلداجی، سامان، بن، سفیددشت، نقنه، فرادنبه، طاقانک، سودجان، جونقان، هوره و یانچشمه به زبان ترکی قشقایی صحبت می‌کنند.
دانشنامه ایرانیکا در مقاله زبان لری، زبان مردم این استان را از نظر جغرافیایی نیمی فارسی و نیمی لری معرفی می‌کند. وب‌گاه میراث فرهنگی و گردشگری استان چهارمحال و بختیاری، زبان بختیاری را به عنوان زبان عمومی در این استان معرفی می‌کند. دانشنامه جهان اسلام، گویش مردم این استان را فارسی با گویش بختیاری معرفی می‌کند. در برخی شهرستان‌های این استان مانند شهرکرد و بروجن لری جای خود را به فارسی داده است. برخی منابع نیز گویش ساکنان این استان را زبان فارسی، گویش بختیاری و ترکی قشقائی معرفی می‌کنند.
| نام شهرستان    | شهر/روستا | زبان                       |
| -------------- | --------- | -------------------------- |
| شهرستان شهرکرد | شهرکرد    | فارسی لهجه دهکردی          |
| شهرستان شهرکرد | هفشجان    | فارسی لهجه هوشگانی         |
| شهرستان شهرکرد | فرخ شهر   | فارسی لهجه قهفرخی          |
| شهرستان شهرکرد | طالقانک   | ترکی چهارمحالی             |
| شهرستان شهرکرد | نافچ      | فارسی محلی                 |
| شهرستان شهرکرد | سورشجان   | لری بختیاری                |
| شهرستان شهرکرد | شهرکیان   | ترکی چهارمحالی             |
| شهرستان شهرکرد | هارونی    | لری بختیاری                |
| شهرستان بروجن  | بروجن     | فارسی / گویش بختیاری       |
| شهرستان بروجن  | فرادنبه   | ترکی قشقایی                |
| شهرستان بروجن  | سفیددشت   | ترکی قشقایی                |
| شهرستان بروجن  | نقنه      | بختیاری /فارسی/ترکی قشقایی |
| شهرستان بروجن  | بلداجی    | ترکی قشقایی                |
| شهرستان بروجن  | گندمان    | گویش بختیاری               |
| شهرستان بن     | بن        | ترکی چهارمحالی             |
| شهرستان بن     | یانچشمه   | ترکی چهارمحالی             |
| شهرستان بن     | وردنجان   | فارسی                      |
| شهرستان اردل   | اردل      | گویش بختیاری               |
| شهرستان اردل   | ناغان     | گویش بختیاری               |
| شهرستان اردل   | دشتک      | گویش بختیاری               |
| شهرستان فارسان | فارسان    | گویش بختیاری               |
| شهرستان فارسان | جونقان    | گویش بختیادی /ترکی قشقایی  |
| شهرستان فارسان | باباحیدر  | گویش بختیاری               |
| شهرستان کوهرنگ | چلگرد     | گویش بختیاری               |
| شهرستان کیار   | شلمزار    | گویش بختیاری               |
| شهرستان لردگان | لردگان    | گویش بختیاری               |
| شهرستان لردگان | خانمیرزا  | گویش بختیاری               |
| شهرستان لردگان | فلارد     | گویش بختیاری               |
| شهرستان لردگان | منج       | گویش بختیاری               |

## شهرها
استان چهارمحال و بختیاری در حال حاضر ۴۳ شهر دارد که جمعیت شهرهای بزرگ این استان در سرشماری ۱۳۹۵ خورشیدی بدین شرح است:
| ردیف | رتبه کشوری | شهر    | جمعیت (سال ۱۳۹۵) |
| ---- | ---------- | ------ | ---------------- |
| ۱    | ۵۴         | شهرکرد | ۱۹۰٬۴۴۱          |
| ۲    | ۱۵۸        | بروجن  | ۵۷٬۰۷۱           |
| ۳    | ۲۱۹        | لردگان | ۴۰٬۵۲۸           |
| ۴    | ۲۴۰        | فرخ‌شهر | ۳۱٬۷۳۹           |
| ۵    | ۲۵۲        | فارسان | ۳۰٬۵۰۴           |
| ۶    | ۳۰۱        | هفشجان | ۲۱٬۳۵۲           |

در سرشماری ۱۳۳۵ خورشیدی (نوامبر ۱۹۵۶)، جمعیت مناطق بالای ۵۰۰۰ نفر منطقه چهارمحالِ استان اصفهان که در قالب شهرستان شهرکرد و بختیاری بود بدین شرح است؛
| ردیف | نقطه مسکونی حدنصاب شهری (سرشماری ۱۳۳۵) | جمعیت  |
| ---- | -------------------------------------- | ------ |
| ۱    | شهرکرد                                 | ۱۵٬۴۷۶ |
| ۲    | بروجن                                  | ۱۱٬۷۴۶ |
| ۳    | قهفرخ (فرخ‌شهر)                         | ۸٬۸۲۹  |
| ۴    | هفتخان (هفشجان)                        | ۶٬۵۷۳  |
| ۵    | جونقان                                 | ۵٬۶۹۸  |
| ۶    | بِن                                     | ۵٬۰۵۴  |

نکته جالب آنکه شهرهای لردگان و فارسان از شهرهای بزرگ فعلی استان چهارمحال و بختیاری به حد نصاب جمعیت ۵ هزار نفر نرسیدند. فارسان، ۴۱۸۶ نفر و لردجان، ۹۵۱ نفر جمعیت داشته‌است! این مقایسه به خوبی بیانگر رشد شدید شهرهای شهرکرد، لردگان و فارسان است.